# Séminaire communiste international
Le séminaire communiste international est une conférence communiste annuelle ayant lieu à Bruxelles en Belgique en mai, de 1992 à 2014. Elle est organisée par le Parti du travail de Belgique.

## Historique
En 1992, Ludo Martens, leader du parti du travail de Belgique initie la conférence, qui regroupe plusieurs partis et organisations avec diverses tendances du marxisme-léninisme. Il est remarqué pour avoir proposé l’unification des quatre tendances du mouvement marxiste-léniniste, c’est-à-dire les groupes pro-soviétique, pro-chinois, pro-albanais, et pro-cubain.  
Autour de 200 organisations d’Afrique, d’Amérique du Sud, d’Amérique du Nord, d’Asie et d’Europe prennent part à cette conférence. Pendant quatre ans, de 1992 à 1995, le séminaire communiste international travaille pour trouver « les vraies raisons du retour du capitalisme en Russie » et en Europe de l’Est et d’en tirer des leçons pour le futur.
Le dernier séminaire a lieu en juin 2014. Les partis membres ont été absorbés dans la Rencontre internationale des partis communistes et ouvriers.